# Södra Ljunga landskommun
Södra Ljunga landskommun var en tidigare kommun i Kronobergs län.

## Administrativ historik
Den 1 januari 1863 började kommunalförordningarna gälla och då inrättades cirka 2 500 kommuner (städer, köpingar och landskommuner), tillsammans täckande hela landets yta.
I Södra Ljunga socken i Sunnerbo härad i Småland inrättades då denna kommun. Landskommunen uppgick 1952 i Hamneda landskommun som sedan i sin tur 1971 uppgick i Ljungby kommun.

## Politik

### Mandatfördelning i Södra Ljunga landskommun 1938-1946
| 3 | 17 |

| 20 |

| 20 |

| 20 |

| 4 | 11 | 5 |

| 20 |